# Лёссин
Лёссин (нем. Loissin) — община в Германии, в земле Мекленбург-Передняя Померания.
Входит в состав района Восточная Передняя Померания. Подчиняется управлению Лубмин.  Население составляет 856 человек (на 31 декабря 2010 года). Занимает площадь 15,29 км².
Коммуна подразделяется на 3 сельских округа.